# Llista d'asteroides/114301–114400
| Nom      | Designació provisional | Data de descobriment | Lloc de descobriment | Descobridor/s                   |
| -------- | ---------------------- | -------------------- | -------------------- | ------------------------------- |
| 114301 - | 2002 XX42              | 8 de desembre, 2002  | Haleakala            | NEAT                            |
| 114302 - | 2002 XO46              | 7 de desembre, 2002  | Socorro              | LINEAR                          |
| 114303 - | 2002 XU46              | 7 de desembre, 2002  | Socorro              | LINEAR                          |
| 114304 - | 2002 XA47              | 8 de desembre, 2002  | Haleakala            | NEAT                            |
| 114305 - | 2002 XY47              | 10 de desembre, 2002 | Socorro              | LINEAR                          |
| 114306 - | 2002 XT48              | 10 de desembre, 2002 | Socorro              | LINEAR                          |
| 114307 - | 2002 XV49              | 10 de desembre, 2002 | Socorro              | LINEAR                          |
| 114308 - | 2002 XY50              | 10 de desembre, 2002 | Socorro              | LINEAR                          |
| 114309 - | 2002 XN52              | 10 de desembre, 2002 | Socorro              | LINEAR                          |
| 114310 - | 2002 XQ52              | 10 de desembre, 2002 | Socorro              | LINEAR                          |
| 114311 - | 2002 XY52              | 10 de desembre, 2002 | Socorro              | LINEAR                          |
| 114312 - | 2002 XB53              | 10 de desembre, 2002 | Socorro              | LINEAR                          |
| 114313 - | 2002 XD53              | 10 de desembre, 2002 | Socorro              | LINEAR                          |
| 114314 - | 2002 XX53              | 10 de desembre, 2002 | Palomar              | NEAT                            |
| 114315 - | 2002 XD56              | 8 de desembre, 2002  | Haleakala            | NEAT                            |
| 114316 - | 2002 XV56              | 10 de desembre, 2002 | Socorro              | LINEAR                          |
| 114317 - | 2002 XE57              | 10 de desembre, 2002 | Palomar              | NEAT                            |
| 114318 - | 2002 XO57              | 10 de desembre, 2002 | Palomar              | NEAT                            |
| 114319 - | 2002 XD58              | 11 de desembre, 2002 | Socorro              | LINEAR                          |
| 114320 - | 2002 XJ58              | 11 de desembre, 2002 | Socorro              | LINEAR                          |
| 114321 - | 2002 XP58              | 11 de desembre, 2002 | Socorro              | LINEAR                          |
| 114322 - | 2002 XW58              | 11 de desembre, 2002 | Socorro              | LINEAR                          |
| 114323 - | 2002 XJ59              | 9 de desembre, 2002  | Kitt Peak            | Spacewatch                      |
| 114324 - | 2002 XK59              | 10 de desembre, 2002 | Socorro              | LINEAR                          |
| 114325 - | 2002 XM59              | 12 de desembre, 2002 | Nogales              | P. R. Holvorcem, M. B. Schwartz |
| 114326 - | 2002 XO59              | 11 de desembre, 2002 | Socorro              | LINEAR                          |
| 114327 - | 2002 XB63              | 11 de desembre, 2002 | Socorro              | LINEAR                          |
| 114328 - | 2002 XE63              | 11 de desembre, 2002 | Socorro              | LINEAR                          |
| 114329 - | 2002 XG63              | 11 de desembre, 2002 | Socorro              | LINEAR                          |
| 114330 - | 2002 XR63              | 11 de desembre, 2002 | Socorro              | LINEAR                          |
| 114331 - | 2002 XL64              | 11 de desembre, 2002 | Socorro              | LINEAR                          |
| 114332 - | 2002 XX64              | 11 de desembre, 2002 | Socorro              | LINEAR                          |
| 114333 - | 2002 XP65              | 12 de desembre, 2002 | Socorro              | LINEAR                          |
| 114334 - | 2002 XW65              | 12 de desembre, 2002 | Socorro              | LINEAR                          |
| 114335 - | 2002 XX65              | 12 de desembre, 2002 | Socorro              | LINEAR                          |
| 114336 - | 2002 XT66              | 10 de desembre, 2002 | Socorro              | LINEAR                          |
| 114337 - | 2002 XY67              | 11 de desembre, 2002 | Palomar              | NEAT                            |
| 114338 - | 2002 XQ68              | 12 de desembre, 2002 | Haleakala            | NEAT                            |
| 114339 - | 2002 XR68              | 12 de desembre, 2002 | Haleakala            | NEAT                            |
| 114340 - | 2002 XS69              | 5 de desembre, 2002  | Socorro              | LINEAR                          |
| 114341 - | 2002 XU69              | 5 de desembre, 2002  | Socorro              | LINEAR                          |
| 114342 - | 2002 XX70              | 10 de desembre, 2002 | Socorro              | LINEAR                          |
| 114343 - | 2002 XY70              | 10 de desembre, 2002 | Socorro              | LINEAR                          |
| 114344 - | 2002 XT71              | 11 de desembre, 2002 | Socorro              | LINEAR                          |
| 114345 - | 2002 XN72              | 11 de desembre, 2002 | Socorro              | LINEAR                          |
| 114346 - | 2002 XU73              | 11 de desembre, 2002 | Socorro              | LINEAR                          |
| 114347 - | 2002 XP74              | 11 de desembre, 2002 | Socorro              | LINEAR                          |
| 114348 - | 2002 XY74              | 11 de desembre, 2002 | Socorro              | LINEAR                          |
| 114349 - | 2002 XW75              | 11 de desembre, 2002 | Socorro              | LINEAR                          |
| 114350 - | 2002 XM77              | 11 de desembre, 2002 | Socorro              | LINEAR                          |
| 114351 - | 2002 XR78              | 11 de desembre, 2002 | Socorro              | LINEAR                          |
| 114352 - | 2002 XS78              | 11 de desembre, 2002 | Socorro              | LINEAR                          |
| 114353 - | 2002 XJ79              | 11 de desembre, 2002 | Socorro              | LINEAR                          |
| 114354 - | 2002 XR79              | 11 de desembre, 2002 | Socorro              | LINEAR                          |
| 114355 - | 2002 XX80              | 11 de desembre, 2002 | Socorro              | LINEAR                          |
| 114356 - | 2002 XZ80              | 11 de desembre, 2002 | Socorro              | LINEAR                          |
| 114357 - | 2002 XC83              | 13 de desembre, 2002 | Socorro              | LINEAR                          |
| 114358 - | 2002 XP83              | 13 de desembre, 2002 | Socorro              | LINEAR                          |
| 114359 - | 2002 XD85              | 11 de desembre, 2002 | Socorro              | LINEAR                          |
| 114360 - | 2002 XS85              | 11 de desembre, 2002 | Socorro              | LINEAR                          |
| 114361 - | 2002 XJ86              | 11 de desembre, 2002 | Socorro              | LINEAR                          |
| 114362 - | 2002 XK86              | 11 de desembre, 2002 | Socorro              | LINEAR                          |
| 114363 - | 2002 XR86              | 11 de desembre, 2002 | Socorro              | LINEAR                          |
| 114364 - | 2002 XU86              | 11 de desembre, 2002 | Socorro              | LINEAR                          |
| 114365 - | 2002 XM87              | 11 de desembre, 2002 | Socorro              | LINEAR                          |
| 114366 - | 2002 XP88              | 13 de desembre, 2002 | Socorro              | LINEAR                          |
| 114367 - | 2002 XA89              | 14 de desembre, 2002 | Socorro              | LINEAR                          |
| 114368 - | 2002 XC89              | 14 de desembre, 2002 | Socorro              | LINEAR                          |
| 114369 - | 2002 XA95              | 5 de desembre, 2002  | Socorro              | LINEAR                          |
| 114370 - | 2002 XR96              | 5 de desembre, 2002  | Socorro              | LINEAR                          |
| 114371 - | 2002 XJ97              | 5 de desembre, 2002  | Socorro              | LINEAR                          |
| 114372 - | 2002 XW97              | 5 de desembre, 2002  | Socorro              | LINEAR                          |
| 114373 - | 2002 XT100             | 5 de desembre, 2002  | Socorro              | LINEAR                          |
| 114374 - | 2002 XH103             | 5 de desembre, 2002  | Socorro              | LINEAR                          |
| 114375 - | 2002 XY104             | 5 de desembre, 2002  | Socorro              | LINEAR                          |
| 114376 - | 2002 XB106             | 5 de desembre, 2002  | Socorro              | LINEAR                          |
| 114377 - | 2002 XP106             | 5 de desembre, 2002  | Socorro              | LINEAR                          |
| 114378 - | 2002 XE108             | 6 de desembre, 2002  | Socorro              | LINEAR                          |
| 114379 - | 2002 XM108             | 6 de desembre, 2002  | Socorro              | LINEAR                          |
| 114380 - | 2002 XE109             | 6 de desembre, 2002  | Socorro              | LINEAR                          |
| 114381 - | 2002 XL110             | 6 de desembre, 2002  | Socorro              | LINEAR                          |
| 114382 - | 2002 XC112             | 6 de desembre, 2002  | Socorro              | LINEAR                          |
| 114383 - | 2002 XF112             | 6 de desembre, 2002  | Socorro              | LINEAR                          |
| 114384 - | 2002 YF                | 27 de desembre, 2002 | Anderson Mesa        | LONEOS                          |
| 114385 - | 2002 YX                | 27 de desembre, 2002 | Anderson Mesa        | LONEOS                          |
| 114386 - | 2002 YG1               | 27 de desembre, 2002 | Anderson Mesa        | LONEOS                          |
| 114387 - | 2002 YK1               | 27 de desembre, 2002 | Anderson Mesa        | LONEOS                          |
| 114388 - | 2002 YL1               | 27 de desembre, 2002 | Anderson Mesa        | LONEOS                          |
| 114389 - | 2002 YN1               | 27 de desembre, 2002 | Anderson Mesa        | LONEOS                          |
| 114390 - | 2002 YR3               | 28 de desembre, 2002 | Socorro              | LINEAR                          |
| 114391 - | 2002 YQ6               | 28 de desembre, 2002 | Anderson Mesa        | LONEOS                          |
| 114392 - | 2002 YK7               | 31 de desembre, 2002 | Tebbutt              | F. B. Zoltowski                 |
| 114393 - | 2002 YH8               | 31 de desembre, 2002 | Socorro              | LINEAR                          |
| 114394 - | 2002 YN8               | 31 de desembre, 2002 | Socorro              | LINEAR                          |
| 114395 - | 2002 YQ8               | 31 de desembre, 2002 | Socorro              | LINEAR                          |
| 114396 - | 2002 YG9               | 31 de desembre, 2002 | Socorro              | LINEAR                          |
| 114397 - | 2002 YD10              | 31 de desembre, 2002 | Socorro              | LINEAR                          |
| 114398 - | 2002 YT13              | 31 de desembre, 2002 | Socorro              | LINEAR                          |
| 114399 - | 2002 YZ13              | 31 de desembre, 2002 | Socorro              | LINEAR                          |
| 114400 - | 2002 YG15              | 31 de desembre, 2002 | Socorro              | LINEAR                          |